# Lindsay Gottlieb
Lindsay Gottlieb, née le 2 octobre 1977 à Scarsdale (New York) est une joueuse et entraîneuse américaine de basket-ball.

## Biographie
Entraîneuse de l'équipe féminine NCAA des Golden Bears de la Californie de 2011 à 2019 (179 victoires pour 89 défaites), elle est engagée à l'été 2019 comme entraîneuse adjointe de l'équipe NBA des Cavaliers de Cleveland.

## Palmarès
- Championne de la Big West (2009, 2011)
- Championne de la Pac 12 (2013)
- Championne régionale 2013 (qualification pour le Final Four NCAA)

## Distinctions personnelles
- Entraîneuse de l'année de la Big West (2009)